# Worsy
Worsy – wieś  w Polsce położona w województwie lubelskim, w powiecie bialskim, w gminie Drelów.
W latach 1975–1998 miejscowość administracyjnie należała do województwa bialskopodlaskiego.
Wieś jest sołectwem w gminie Drelów. Według Narodowego Spisu Powszechnego z roku 2011 wieś liczyła 387 mieszkańców.
Wierni Kościoła rzymskokatolickiego należą do parafii Narodzenia Najświętszej Maryi Panny w Szóstce.

## Historia
Nazwa wsi Worsy pochodzi najprawdopodobniej od goblina o imieniu Worsa, leśnego człowieka, który w wierzeniach ludów Komi śledził myśliwych. Wierzono, że Worsa miał również władzę nad innymi sfera życia codziennego, które nie były wiązane z lasem i ludzie zwracali się do niego we wszystkich trudnych przypadkach. Goblin Worsa mógł zarówno zapewnić zdrowie, jak i potomstwo, zsyłać chorobę, odpędzać bydło, dezorientować człowieka w lesie lub pozbawić go zdobyczy na polowaniach.
W XIV-XVI wieku wieś Worsy administracyjnie leżała w granicach województwa trockiego, będącego częścią Wielkiego Księstwa Litewskiego. Po unii lubelskiej w 1569 roku stała się częścią Rzeczypospolitej Obojga Narodów.
Wieś Worsy położona w powiecie mielnickim województwa podlaskiego, wchodziła w 1662 roku w skład majętności międzyrzeckiej Łukasza Opalińskiego. W wieku XIX wieś w dobrach Międzyrzec – własność Potockich, w roku 1883 było tu 58 osad z gruntem mórg 1092.
W początku XX wieku wieś zamieszkiwali „tutejsi”, w większości wyznania prawosławnego i mówiący językiem rosyjsko-ukraińskim, przeważnie bez ukształtowanej nowoczesnej tożsamości narodowej. Ludzie ci mieszkali na terenach, na których od wieków żyli ich przodkowie, a prawosławie było tam obecne od niemal tysiąca lat.
Podczas I wojny światowej, wobec porażek w wojnie z Niemcami, władze rosyjskie za pośrednictwem prawosławnych księży namawiały do ucieczki w głąb Rosji, strasząc przed wcieleniem 18-letnich chłopców do wojska niemieckiego. Opornych nierzadko wyganiano z domostw, które były następnie podpalane przez Kozaków. Wielu mieszkańców Worsy opuściło wtedy na kilka lat swoje domostwa. Po powrocie uchodźcy musieli odbudowywać swoje zniszczone, spalone czy ograbione gospodarstwa, które niekiedy były już zajęte przez innych gospodarzy.
Po 1918 jeden z mieszkańców Worsy został zastępcą parlamentarzysty do Sejmu II Rzeczypospolitej, z ramienia mniejszości narodowych.
W latach 30. XX wieku liczba osób wyznających prawosławie przewyższała liczbę osób innych wyznań. W związku z tym postanowiono wybudować drewnianą cerkiew, wokół której skupiło się życie religijno-kulturalne mieszkańców. Działał tu męski chór, drużyna piłki ręcznej mężczyzn, a żona batiuszki ozdabiała pięknymi kwiatowymi wzorami np. lustra, meble dla wiernych. W ten sposób Worsy stały się nieformalnym centrum prawosławia w powiecie radzyńskim.
W II RP, w drugiej połowie lat 30. XX w. następowało zaostrzenia polityki państwa wobec mniejszości narodowych, do których zaliczani byli przez władzę prawosławni mieszkańcy Worsy. Miały miejsce liczne represje władz wobec ludności prawosławnej.
Po II wojnie światowej, w ramach ustaleń między Polską oraz ZSRR, i podpisanego traktatu o wymianie ludności ukraińskiej z terenów Polski i polskiej z terenów Ukrainy, znaczna część mieszkańców Worsy została przesiedlona na Ukrainę. Razem z tymi mieszkańcami wyjechał ostatni batiuszka.
Drewniana cerkiew prawosławna z Worsy została zamknięta, a następnie sprzedana. Sprzęty liturgiczne i wyposażenie cerkwi zostały przekazane prawosławnej cerkwi w Łobzie na Pomorzu Zachodnim.